# Euro
För andra betydelser, se euro (olika betydelser).
Euro (rikssvenskt uttal: [ˈɛvɾʊ] eller [ˈɛuɾʊ], finlandssvenskt uttal: [ˈeʉro]), även känd som den gemensamma valutan, är sedan den 1 januari 1999 den officiella valutan i euroområdet och den valuta som används av Europeiska unionens institutioner.
Eurosystemet, bestående av Europeiska centralbanken och de nationella centralbankerna inom euroområdet, ansvarar för den monetära politiken i euroområdet och utgivningen av euro, som sedan den 1 januari 2002 existerar kontant i form av eurosedlar och euromynt. Valutan betecknas ofta med eurosymbolen (€) eller valutakoden EUR. En euro delas i 100 cent.
Inom Europeiska unionen har följande 20 medlemsstater infört euron som valuta, och bildar det s.k. Euroområdet: Belgien, Cypern, Estland, Finland, Frankrike, Grekland, Irland, Italien, Kroatien, Lettland, Litauen, Luxemburg, Malta, Nederländerna, Portugal, Slovakien, Slovenien, Spanien, Tyskland och Österrike. Följaktligen utgör euron officiellt betalningsmedel för cirka 350 miljoner människor och euroområdet är en av världens största ekonomier. Därutöver har de europeiska mikrostaterna Andorra, Monaco, San Marino och Vatikanstaten euron som valuta genom monetära avtal med unionen, medan Kosovo och Montenegro har infört euron unilateralt.
Euron har också en stor internationell betydelse som handels- och reservvaluta och som ankare för att stabilisera nationella valutor runt om i världen. Detta gör euron till världens viktigaste valuta näst efter den amerikanska dollarn.
Eurosamarbetet och dess ekonomiska och politiska effekter har varit föremål för omfattande diskussioner och utgör en kontroversiell fråga i delar av unionen. Kritiker hävdar bland annat att en gemensam valuta hindrar medlemsstaterna från att bedriva en självständig monetär politik och att de monetära besluten hamnar alltför långt ifrån medborgarna, medan förespråkarna hävdar att samarbetet utgör en viktig del i den europeiska integrationsprocessen och gynnar den europeiska ekonomin genom att underlätta handel på olika sätt.

## Historia

### Införandet av euron
De första stegen mot införandet av euron togs i början av 1990-talet. Den 1 juli 1990 avskaffades alla kapitalrestriktioner inom Europeiska gemenskaperna och fri rörlighet för kapital förverkligades som en del av den första etappen av den ekonomiska och monetära unionen. Genom Maastrichtfördraget, som trädde i kraft den 1 november 1993, påbörjades den andra etappen med inrättandet av Europeiska monetära institutet den 1 januari 1994. Vid Europeiska rådets sammanträde i Madrid, Spanien, den 15–16 december 1995 beslutade medlemsstaternas stats- eller regeringschefer att namnet på den gemensamma valutan skulle vara ”euro” istället för ”ecu”, som var förkortningen för den europeiska valutaenheten. Samtidigt beslutades att euron skulle införas den 1 januari 1999.
Den 12 december 1996 presenterade Europeiska kommissionen eurosymbolen. Europeiska rådet antog stabilitets- och tillväxtpakten vid sitt sammanträde i Amsterdam, Nederländerna, den 17 juni 1997 i syfte att säkra sunda statsfinanser. Den 3 maj 1998 beslutade Europeiska rådet vid sitt sammanträde i Bryssel, Belgien, vilka medlemsstater som skulle införa euron som valuta och den 31 december 1998 fastställdes omräkningskurserna till euron oåterkalleligen. Europeiska monetära institutet ersattes den 1 juni 1998 av Europeiska centralbanken, som övertog ansvaret för den monetära politiken inom euroområdet när euron den 1 januari 1999 blev officiell valuta för elva medlemsstater inom Europeiska unionen. Mellan 1999 och 2002 fortsatte dock sedlar och mynt i de nationella valutorna att vara i omlopp. Formellt utgjorde de underenheter till euron, som infördes i form av eurosedlar och euromynt den 1 januari 2002. Under 2002 tilldelades euron och Europeiska centralbanken även Karlspriset.
Grekland, som från början inte hade kvalificerat sig för att delta i eurosamarbetet, anslöt sig den 1 januari 2001. Efter unionens utvidgning 2004 tillkom en rad nya medlemsstater. Slovenien blev den 1 januari 2007 den första av dessa medlemsstater att införa euron. Under de nästföljande åren tillkom Cypern och Malta den 1 januari 2008, Slovakien den 1 januari 2009, Estland den 1 januari 2011, Lettland den 1 januari 2014, Litauen den januari 2015 och Kroatien den 1 januari 2023.

### Eurokrisen och dess följder
I spåren av finanskrisen 2007–2008 drabbades euroområdet av en hård ekonomisk kris, ofta kallad eurokrisen. Grekland, vars regering visade sig ha manipulerat sin ekonomiska statistik för att få införa euron, tvingades under 2010 att ansöka om ett ekonomiskt stödprogram från övriga euroområdet när finansmarknaden inte längre hade tillräckligt stort förtroende för att låna ut till den grekiska staten. Misstron mot sammanhållningen inom euroområdet ledde till att även räntorna på andra statsobligationer sköt i höjden. Irland, Portugal, Spanien och Cypern blev alla tvungna att ansöka om lån i olika former från övriga euroområdet. Minskade inkomster och ökade utgifter i den ekonomiska krisens spår ledde till en statsfinansiell kris, med stora budgetunderskott och snabbt växande skuldberg.
Flera politiska reformer genomfördes på europeisk nivå till följd av eurokrisen. Bland annat förstärktes stabilitets- och tillväxtpakten genom ökad insyn och samordning i syfte att säkra sunda statsfinanser. En bankunion utvecklades i syfte att bland annat stärka tillsynen av bankerna.

## Betalningssystem

### Sedlar och mynt

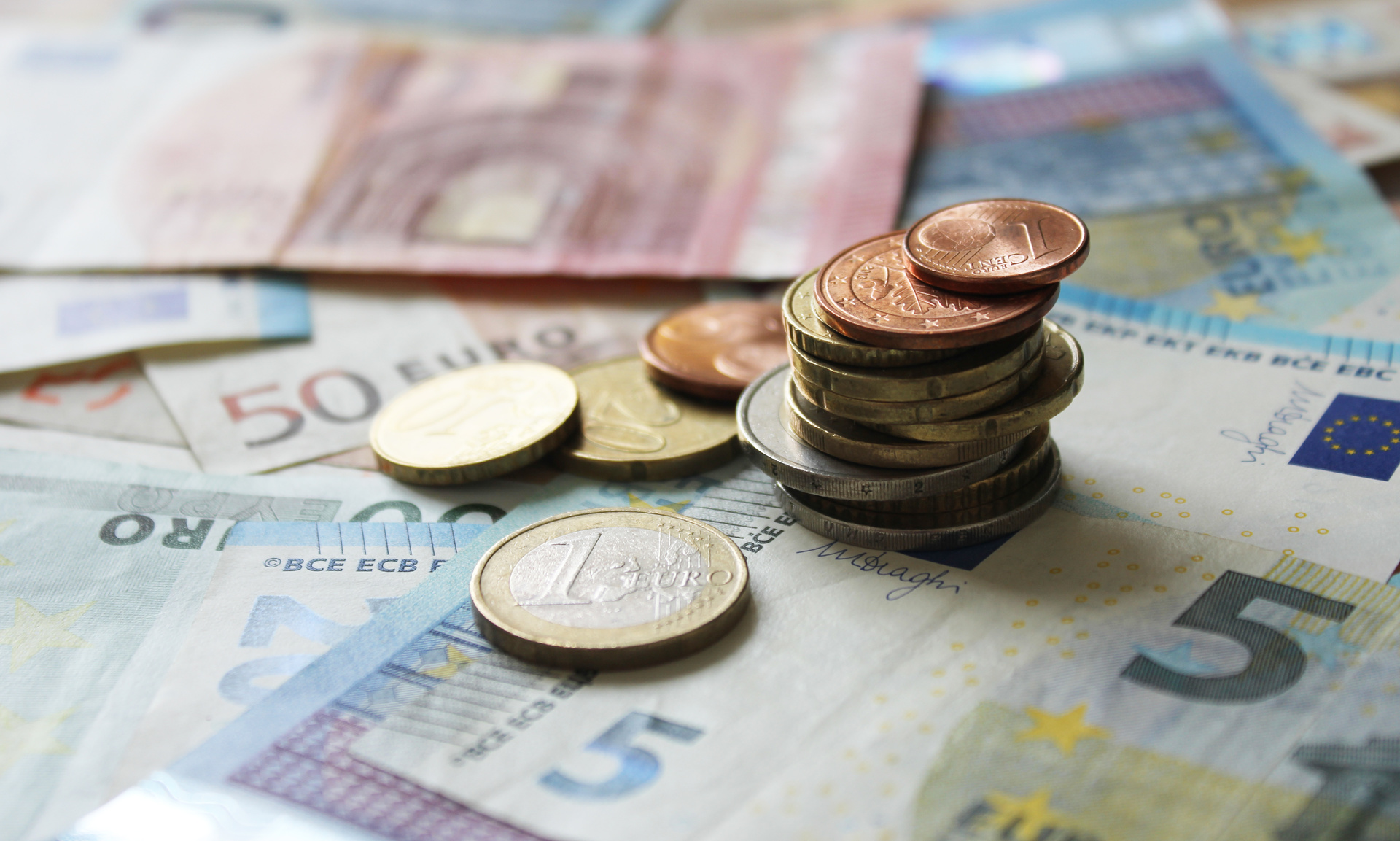
Eurosedlar och euromynt infördes den 1 januari 2002 i hela euroområdet.

Eurosedlar och euromynt infördes den 1 januari 2002, tre år efter att euron hade införts som valuta. Innan införandet av sedlar och mynt användes de tidigare nationella valutorna som underenheter till euron. Genom införandet av eurosedlar och euromynt fick slutligen hela euroområdet samma kontanter. I december 2006 gick euron om den amerikanska dollarn som valutan med störst kontantvärde i världen. I december 2014 passerade det totala värdet på alla kontanter i omlopp en biljon euro.
Eurosedlarna finns i sju olika valörer: 5 €, 10 €, 20 €, 50 €, 100 €, 200 € och 500 €. Varje valör har sina egna specifika mått och färgsättning. De pryds av fönster eller portar på framsidan och broar på baksidan. Eurosedlarna är helt standardiserade och ser likadana ut i hela euroområdet, oavsett var de har tryckts.
Euromynten finns i åtta olika valörer: 1 ¢, 2 ¢, 5 ¢, 10 ¢, 20 ¢, 50 ¢, 1 € och 2 €. Mynten har en gemensam sida och en nationell sida, som ser olika ut beroende på var de har präglats. Varje medlemsstat får utforma sin egen nationella sida, men alla mynt är giltiga inom hela euroområdet. Genom monetära avtal med unionen har även de europeiska mikrostaterna Andorra, Monaco, San Marino och Vatikanstaten rätt att prägla euromynt med egna nationella sidor.

### Gemensamma eurobetalningsområdet
Trots införandet av en gemensam valuta kvarstod många hinder för kontantlösa betalningar inom euroområdet under 2000-talets början. Olika nationella standarder, som då fortfarande fanns kvar, innebar att det ofta var avsevärt svårare att genomföra en utländsk betalning än en inhemsk sådan. Genom inrättandet av det gemensamma eurobetalningsområdet avskaffades dessa hinder gradvis fram till mitten av 2010-talet. Inom det gemensamma eurobetalningsområdet har alla betalningar i euro standardiserats så att det går att använda ett enda bankkonto och ett enda betalningsinstrument för att göra en betalning oavsett var avsändare och mottagare befinner sig inom betalningsområdet. Bestämmelserna gäller alla betalningar i euro, även för de medlemsstater inom Europeiska unionen som står utanför eurosamarbetet.

### Institutioner och organ

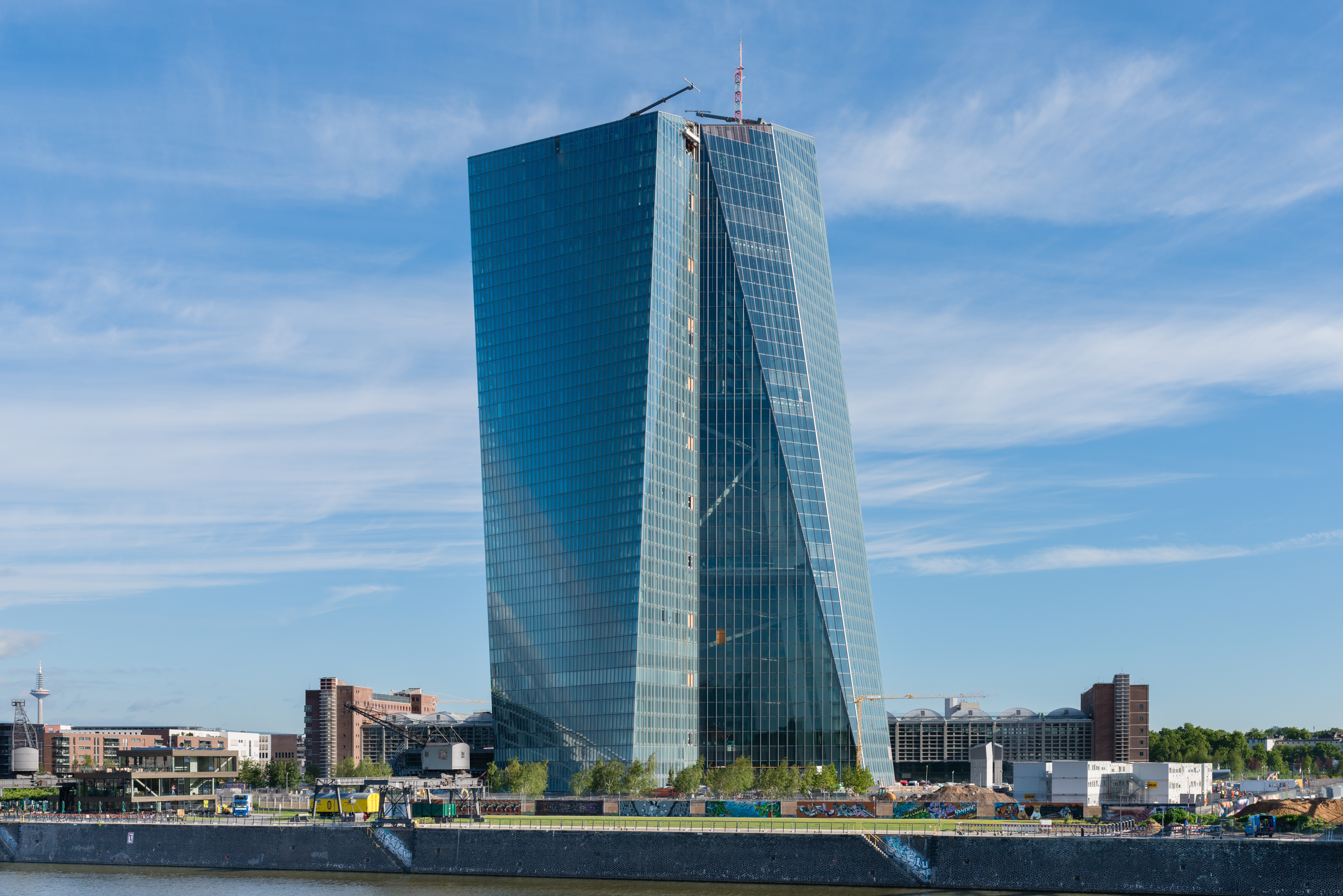
Europeiska centralbankens säte i Frankfurt am Main, Tyskland.

Eurosystemet, bestående av Europeiska centralbanken och de nationella centralbankerna, ansvarar för den monetära politiken inom euroområdet. Eurosystemets huvudmål är att upprätthålla prisstabilitet. Därutöver har centralbankerna även till uppgift att stödja den allmänna ekonomiska politiken inom unionen med hänsyn till dess mål. Europeiska centralbanken leds av sin ordförande, centralbankschefen, som tillsammans med en direktion, bestående av ytterligare fem ledamöter, ansvarar för centralbankens löpande verksamhet. Eurosystemet och Europeiska centralbanken styrs av Europeiska centralbankens råd, som utöver direktionsledamöterna även innefattar centralbankscheferna för de nationella centralbankerna i de medlemsstater som har euron som valuta.
Europeiska centralbanken har ensamrätt att tillåta utgivning av eurosedlar. Euromynt får präglas endast i den omfattning som centralbanken fastställer. Tryckning av sedlar utförs tillsammans med de nationella centralbankerna, medan prägling av mynt utförs enskilt av de nationella centralbankerna, men i enlighet med de bestämmelser som fastställs på europeisk nivå.

## Eurosymbolen

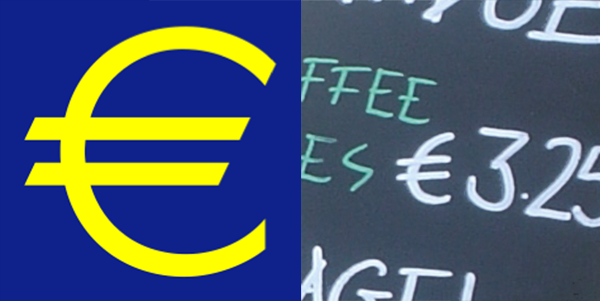
Eurosymbolen

Precis som dollar har valutasymbolen $, har euron en egen symbol: €. Den valda symbolens likheter med den grekiska bokstaven epsilon (ε) är en referens till den europeiska civilisationens vagga och den första bokstaven i Europa. De två horisontella strecken symboliserar valutans avsedda stabilitet. Europeiska kommissionen har specificerat den officiella symbolens exakta proportioner och för- och bakgrundsfärger. Grafiska formgivare gjorde dock tidigt klart att de inte tänkte följa de föreskrivna bestämmelserna, utan formge symbolen så att den passar in i respektive typsnitt.
Eftersom valutasymboler placeras på olika ställen i förhållande till ett belopp på olika språk har det uppkommit en viss förvirring kring eurosymbolens placering i förhållande till ett belopp i svenskspråkiga texter. Den officiella riktlinjen för svenskspråkiga texter är att eurosymbolen alltid ska placeras efter beloppet, till exempel 1,23 € och inte € 1,23. I vissa delar av euroområdet (Belgien, Irland, Malta och Nederländerna) placeras däremot eurosymbolen före beloppet. Den officiella valutakoden EUR används ibland istället för valutasymbolen.
Eurosymbolen infördes i teckenkodningen Windows-1252 (västeuropeisk) och andra varianter på position 128. I Unicode finns tecknet med på position 8364 (U+20AC). I HTML har koden &euro; införts för symbolen.

## Namn och uttal
| En 20-eurosedel med det officiella valutanamnet skrivet med tre olika alfabeten (EURO, ΕΥΡΩ, ЕВРО). |  | En 20-eurosedel med det officiella valutanamnet skrivet med tre olika alfabeten (EURO, ΕΥΡΩ, ЕВРО). |
| En 20-eurosedel med det officiella valutanamnet skrivet med tre olika alfabeten (EURO, ΕΥΡΩ, ЕВРО). |  | |

Den officiella nominativa singulära formen av den gemensamma valutan – euro – är identisk på alla unionens officiella språk, dock med hänsyn till de olika alfabeten som används; med grekiska alfabetet stavas valutan ευρώ och med kyrilliska alfabetet stavas den евро. Dessa tre versioner av det officiella namnet återfinns på alla eurosedlar. Trots att valutans officiella namn är tänkt att vara detsamma på samtliga språk förekommer dock vissa språkliga variationer på nationell nivå, i vissa fall även i den nationella lagstiftningen. Till exempel kallas valutan vanligtvis eiro på lettiska, ewro på maltesiska och euró på ungerska. I plural varierar namnet på grund av språkens olika grammatiska regler. Många språk använder enbart euro, medan till exempel engelska, franska och spanska använder euros. I finskan används partitiv singular-formen euroa efter belopp med siffror. Som huvudregel ska ordstammen eur- bibehållas för alla grammatiska böjningar.
Uttalet av eurons namn varierar mellan de olika språken. På standardsvenska uttalas valutan antingen som [ˈɛvrʊ] eller [ˈɛuɾʊ], men även det engelsk-inspirerade uttalet [ˈjʊəɹəʊ] förekommer, trots att en ytterst liten andel av euroområdets invånare har engelska som modersmål. På finlandssvenska uttalas valutan som [ˈeʉro].

## Euroområdet
|  | Euroområdet och övriga områden som har euron som valuta |

|  | Medlemsstater inom Europeiska unionen med egna nationella valutor |

Euroområdet består av de 20 medlemsstater inom Europeiska unionen som har euron som valuta. Dessa medlemsstater är Belgien, Cypern, Estland, Finland, Frankrike, Grekland, Irland, Italien, Kroatien, Lettland, Litauen, Luxemburg, Malta, Nederländerna, Portugal, Slovakien, Slovenien, Spanien, Tyskland och Österrike. Euron utgör således officiellt betalningsmedel för mer än 350 miljoner människor och euroområdet är en av världens största ekonomier.
Euroområdet har gradvis utvidgats sedan införandet av euron den 1 januari 1999. Grekland anslöt sig den 1 januari 2001 och följdes därefter av Slovenien den 1 januari 2007, Cypern och Malta den 1 januari 2008, Slovakien den 1 januari 2009, Estland den 1 januari 2011, Lettland den 1 januari 2014, Litauen den 1 januari 2015 och Kroatien den 1 januari 2023. Därutöver har de fyra europeiska mikrostaterna Andorra, Monaco, San Marino och Vatikanstaten euron som valuta genom monetära avtal med unionen, vilket ger dem rätt att i begränsad mängd prägla euromynt med egna motiv på den nationella sidan. Kosovo och Montenegro har euron som valuta utan monetära avtal med unionen.
Inom Europeiska unionen finns sju medlemsstater som har egna nationella valutor och som därmed inte ingår i euroområdet. Dessa är Bulgarien, Danmark, Polen, Rumänien, Sverige, Tjeckien och Ungern. Bortsett från Danmark har dessa medlemsstater förbundit sig att införa euron som valuta när de väl uppfyller de så kallade konvergenskriterierna. Genom att inte ansluta sin valuta till Europeiska växelkursmekanismen kan en regering undvika att uppfylla konvergenskriterierna och därmed hålla sitt land utanför eurosamarbetet obegränsat lång tid. Till exempel har Sverige på detta sätt kunnat hålla sig utanför eurosamarbetet.

### Internationell användning av euron
Euron används i olika former runt om i världen, till exempel som reservvaluta eller som ankare för att stabilisera nationella valutor. Euron är jämte den amerikanska dollarn en av världens viktigaste reservvalutor. Under tredje kvartalet 2023 bestod cirka 20 procent av alla specificerade valutareserver av euro. Många valutor är bundna till euron, antingen genom avtal med Europeiska unionen (bilateralt bindande) eller utan något avtal (unilateralt bindande). Inom unionen har Bulgarien och Danmark bundit sina valutor till euron genom Europeiska växelkursmekanismen. De medlemsstater som varken har euron som valuta eller har bundit sin valuta till euron är Polen, Rumänien, Sverige, Tjeckien och Ungern. Utanför unionen är flera valutor bundna till euron, däribland CFA-francen som används av närmare 150 miljoner människor i Väst- och Centralafrika. Vissa andra valutor är knutna till euron genom valutakorgar.

## Ekonomiska och politiska effekter
Införandet av euron och dess ekonomiska och politiska effekter har varit föremål för omfattande akademiska och politiska diskussioner. Valutans effekter kan i stora drag delas upp i tre olika kategorier:
- Effekter på den samhällsekonomiska effektiviteten, det vill säga effekter på hur väl olika resurser i samhället nyttjas och hur handel, investeringar och ekonomisk tillväxt påverkas.
- Stabiliseringspolitiska effekter, det vill säga effekter på möjligheten att stabilisera produktion och sysselsättning vid ekonomiska kriser.
- Politiska effekter, till exempel effekter på hur den fortsatta europeiska integrationsprocessen och demokratin utvecklas.

Införandet av en gemensam valuta antas i allmänhet ha positiva effekter på den samhällsekonomiska effektiviteten genom att underlätta handel, men negativa stabiliseringspolitiska effekter eftersom enskilda medlemsstater inte längre kan bedriva en självständig monetär politik anpassad till sina egna ekonomiska förutsättningar. Huruvida de förstnämnda effekterna överväger de sistnämnda i fallet med euron är föremål för diskussion och avgörande för huruvida euroområdet är att betrakta som ett optimalt valutaområde.
Därutöver finns det politiska överväganden, såsom eurons betydelse för den fortsatta europeiska integrationsprocessen och hur den påverkar det folkliga inflytandet över den monetära politiken.

### Effekter på den samhällsekonomiska effektiviteten
Bland de mest uppenbara effekterna av införandet av en gemensam valuta är borttagandet av transaktionsavgifterna för att växla mellan olika nationella valutor och elimineringen av växelkursfluktuationerna mellan de ersatta valutorna. Detta antas leda till ökad samhällsekonomisk effektivitet eftersom det minskar både risken och kostnaden för handel över gränserna. Empirisk forskning tyder på att införandet av euron har lett till ökad handel och investeringar. Införandet av en oberoende europeisk centralbank med prisstabilitet som huvudmål anses också ha lett till minskad inflation inom euroområdet. Sammantaget är dessa positiva effekter dock förhållandevis små jämfört med andra reformer, till exempel förverkligandet av den inre marknaden, och måste vägas mot de negativa stabiliseringspolitiska effekter som en gemensam valuta kan medföra.

#### Handel och investeringar
Som en direkt effekt av införandet av euron har alla transaktionskostnader och växelkursfluktuationer inom euroområdet eliminerats, vilket är en av de främsta fördelarna med valutan. Idealt leder detta till en minskad risk för företag att göra affärer i olika medlemsstater och till ökad pristransparens för konsumenter. Empiriska undersökningar har bekräftat att införandet av euron har lett till en viss konvergens av priserna inom vissa sektorer. Vidare har empiriska studier visat att euron har lett till en markant minskning av marknadsriskexponeringar för icke-finansiella företag både i och utanför Europa. Minskningen har varit som störst för bolag med hemvist i euroområdet och andra bolag med en hög andel försäljning eller tillgångar i Europa. Effekterna anses dock vara små i jämförelse med andra samhällsekonomiska aspekter av eurons införande.
Euron bedöms i allmänhet ha bidragit till ökad handel inom euroområdet. Handeln inom euroområdet uppskattas ha ökat med mellan 5 och 20 procent till följd av den gemensamma valutan. I underkant ligger en studie som visade att handeln bara ökade med 3 procent. Även handeln med tredjeländer bedöms ha ökat till följd av att euron har gjort det mer fördelaktigt för företag att handla med euroområdet. I motsats till dessa studier har en metaanalys av alla tillgängliga studier istället pekat på att den utbredda uppfattningen att euron har haft en positiv effekt på handeln kan vara en konsekvens av publikationsbias och att den faktiska effekten på handeln egentligen kan ha varit minimal.
Euron har lett till ökad finansiell integration och minskat kostnaderna för handel med obligationer och andra värdepapper. Den gemensamma valutan har lett till ökade investeringar mellan olika delar av euroområdet. Fysiska investeringar har ökat med ungefär fem procent på grund av euron. Den lägre räntan i medlemsstater som tidigare har haft sämre ekonomisk stabilitet har varit starkt bidragande till det. När det gäller utländska direktinvesteringar har en studie visat att dessa ökade med 20 procent under eurons första fyra år. Gällande investeringar i företag har studier visat att euron har lett till en ökad investeringsnivå och att det har blivit lättare för företag att finna finansiering. Euron har särskilt stimulerat investeringar i företag som kommer från medlemsstater som tidigare har haft en svag ekonomi. En studie visade att euron stod bakom cirka 22 procent av de investeringar som gjordes mellan 1998 och 2005 i dessa medlemsstater. I medlemsstater med en starkare ekonomi har effekterna av euron däremot varit mindre entydiga, med i vissa fall positiva effekter och i andra fall negativa effekter på investeringar beroende på typ av företag.
Även annat utbyte över gränserna än handel och investeringar, till exempel turism, har ökat till följd av den gemensamma valutan. En studie har kommit fram till att turistflödet inom euroområdet har ökat med 6,5 procent till följd av eurons införande. En annan, senare studie har visat att effekten på turismen har varit större än tidigare påvisat, men att den största uppgången skedde till följd av införandet av eurosedlar och euromynt den 1 januari 2002, och inte själva valutan i sig den 1 januari 1999.

#### Räntenivåer

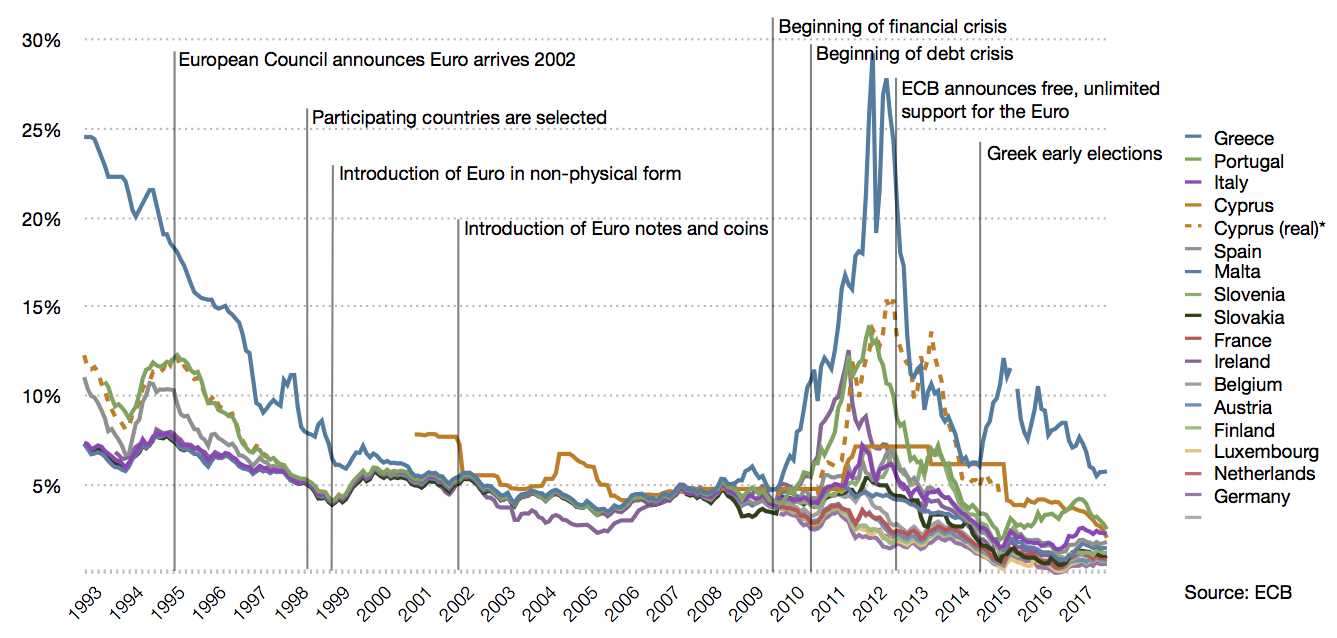
Räntenivåerna på olika statsobligationer inom euroområdet.

Euron har generellt lett till en avsevärt lägre räntenivå inom euroområdet, särskilt i medlemsstater med en tidigare svag valuta. Redan innan själva införandet av euron började räntorna på statsobligationer i det kommande euroområdet att konvergera. Under de första tio åren efter införandet av euron följde räntorna på statsobligationer i olika delar av euroområdet varandra väl och höll sig på en historiskt låg nivå. Detta möjliggjorde en tillgång till billigt kapital för investeringar, men i förlängningen till överbelåning. I spåren av finanskrisen 2007–2008 fick flera medlemsstater antingen ge lån till, eller nationalisera, överbelånade privata banker. Detta bidrog i sin tur till kraftigt ökade statsskulder för medlemsstaterna och den efterföljande eurokrisen, då flera medlemsstater blev tvungna att motta nödlån genom bland annat Europeiska finansiella stabiliseringsfaciliteten (EFSF) och Europeiska stabilitetsmekanismen (ESM) när de inte längre kunde låna på finansmarknaden till rimliga räntenivåer. I slutet av 2010-talet hade räntenivåerna återigen stabiliserats och börjat konvergera igen.

#### Prisstabilitet och priskonvergens
Införandet av euron ledde till en omfattande diskussion om dess möjliga effekter på inflationen. Å ena sidan befarades euron leda till en ”smyghöjning” av priserna i samband med själva valutabytet, å andra sidan väntades den nya monetära politiken, med en oberoende centralbank med prisstabilitet som sitt främsta mål, leda till lägre inflation och högre prisstabilitet.
Efter införandet av eurosedlar och euromynt den 1 januari 2002 fanns det en utbredd uppfattning bland euroområdets invånare om att den nya valutan gav upphov till höjda priser. Denna uppfattning har dock svagt stöd i inflationsstatistiken, som visar att euron gav upphov till en extra prishöjning på endast mellan 0,1 och 0,3 procent. En möjlig förklaring kan vara att valutabytet hade en asymmetrisk effekt på priserna och att prisökningen var större för billigare varor som konsumeras oftare och ligger till grund för de flesta konsumenters allmänna prisuppfattning. Andra förklaringar skulle kunna vara att butikerna avvaktade med sina ordinarie prishöjningar i samband med valutaövergången till dess att den nya valutan hade införts eller att konsumenterna var mer prismedvetna än vanligt och därför lade märke till den ordinarie inflationen i större utsträckning än vanligt.
Sedan införandet av euron har euroområdet upplevt en prisstabilitet som har legat i linje med Europeiska centralbankens mål om en inflation på strax under två procent. Under sina första elva och ett halvt år lyckades centralbanken att upprätthålla en prisstabilitet på 1,97 procent och under sina första femton år var motsvarande siffra 2,05 procent. En motsvarande prisstabilitet uppnåddes aldrig i någon av medlemsstaterna under de 50 år efter andra världskriget som de hade egna nationella valutor. Den genomsnittliga inflationen är dock endast ett mått på inflationen i euroområdet i sin helhet och avslöjar inte hur stora skillnaderna är inom valutaområdet.
Eurons påverkan på priskonvergensen inom euroområdet är mer tvetydig. Vissa studier har visat att införandet av den gemensamma valutan har haft obetydlig påverkan på priskonvergensen, medan andra studier har visat att införandet har lett till viss priskonvergens, särskilt vad gäller bilar. Orsaken till det oklara sambandet kan vara att priskonvergensen inte har varit linjär över tiden, utan bromsats avsevärt mellan 2000 och 2003 för att sedan öka igen efter 2003.

### Stabiliseringspolitiska effekter
Genom införandet av euron överförde medlemsstaterna makten över sin monetära politik till europeisk nivå. Det innebär att Europeiska centralbanken bestämmer reporäntan och reglerar penningmängden. Detta sker utifrån förutsättningarna för euroområdet i sin helhet och kan i regel inte ske med hänsyn till var och en av de enskilda medlemsstaterna. Eftersom medlemsstaterna inte var och en längre har kontroll över den monetära politiken måste uppkomna ekonomiska skillnader istället jämnas ut på andra sätt, i huvudsak genom finanspolitiska åtgärder. Avsaknaden av en gemensam finanspolitik har gjort det svårt för euroområdet att handskas med ekonomiska kriser. Som en konsekvens av eurokrisen har den ekonomiska samordningen och styrningen dock förstärkts.
För ett land med en egen valuta kan devalvering eller depreciering användas för att stärka landets konkurrenskraft gentemot omvärlden. Genom införandet av euron har medlemsstaterna inom euroområdet inte längre denna möjlighet till att stärka sin konkurrenskraft gentemot varandra. Uppkomna ekonomiska skillnader måste istället motverkas med andra medel. Enligt teorin för optimala valutaområden, som huvudsakligen utvecklades av nationalekonomen Robert Mundell, förutsätter ett optimalt valutaområde att det finns arbetskrafts- och kapitalrörlighet som jämnar ut skillnader. Dessutom krävs det att alla delar av valutaområdet följer ungefär samma konjunkturcykel och att det finns ett riskspridningssystem som omfördelar kapital från mer ekonomiskt utvecklade områden till mindre ekonomiskt utvecklade områden. Jämfört med till exempel USA har euroområdet både sämre arbetskraftsrörlighet och mindre kapital att använda för att jämna ut skillnader. Avsaknaden av möjligheten till devalvering och depreciering behöver inte nödvändigtvis vara en nackdel eftersom det tvingar de nationella regeringarna att ta itu med deras faktiska strukturella problem. Detta förutsätter dock att det finns tillräckligt med både vilja och kapacitet hos de nationella regeringarna att göra det.

### Politiska effekter
Euron antas i allmänhet ha bidragit till att fördjupa det europeiska samarbetet, inte minst när det gäller den inre marknaden och samordningen av medlemsstaternas finanspolitik. I spåren av eurokrisen har euroområdet tvingats att förstärka sin ekonomiska samordning. Samtidigt har eurosamarbetet lett till att den monetära politiken har flyttats från nationell till europeisk nivå. Därmed har den monetära makten förskjutits längre ifrån den enskilde medborgaren.

## Folkligt stöd
Stödet för euron varierar stort inom Europeiska unionen. Enligt en Eurobarometer-undersökning i november 2024 var stödet överlag som störst inom euroområdet (81 procent för, 16 procent emot), medan det genomsnittliga stödet i unionen som helhet var lägre (74 procent för, 23 procent emot). Det folkliga stödet varierade dock kraftigt mellan medlemsstaterna. Stödet var högst i Luxemburg (90 procent för), Estland, Irland och Nederländerna (89 procent för) och lägst i Tjeckien (30 procent för), Danmark (32 procent för) och Sverige (40 procent för). Inom euroområdet var stödet lägst i Kroatien (69 procent för) och Österrike (73 procent för). Störst motstånd till euron fanns i Tjeckien (67 procent emot), Danmark (64 procent emot) och Sverige (55 procent emot).
|  | För |

|  | Vet ej eller inget svar |

|  | Emot |

## Växelkurser
Nedan anges växelkurserna för de nationella valutor inom Europeiska unionen som ersatts av euron.
| Nationell valuta      | Kod | Omräkningskurs (för 1 euro) | Fastställd oåterkalleligen | Ersatt av euron | Ref.   |
| --------------------- | --- | --------------------------- | -------------------------- | --------------- | ------ |
| Belgisk franc         | BEF | 40,3399                     | 1998-12-31                 | 1999-01-01      | [ 68 ] |
| Cypriotiskt pund      | CYP | 0,585274                    | 2007-07-10                 | 2008-01-01      | [ 69 ] |
| Estnisk krona         | EEK | 15,6466                     | 2010-07-13                 | 2011-01-01      | [ 70 ] |
| Finsk mark            | FIM | 5,94573                     | 1998-12-31                 | 1999-01-01      | [ 68 ] |
| Fransk franc          | FRF | 6,55957                     | 1998-12-31                 | 1999-01-01      | [ 68 ] |
| Grekisk drachme       | GRD | 340,750                     | 2000-06-19                 | 2001-01-01      | [ 71 ] |
| Irländskt pund        | IEP | 0,787564                    | 1998-12-31                 | 1999-01-01      | [ 68 ] |
| Italiensk lira        | ITL | 1 936,27                    | 1998-12-31                 | 1999-01-01      | [ 68 ] |
| Kroatisk kuna         | HRK | 7,53450                     | 2022-07-12                 | 2023-01-01      | [ 72 ] |
| Lettisk lats          | LVL | 0,702804                    | 2013-07-09                 | 2014-01-01      | [ 73 ] |
| Litauisk litas        | LTL | 3,45280                     | 2014-07-23                 | 2015-01-01      | [ 74 ] |
| Luxemburgsk franc     | LUF | 40,3399                     | 1998-12-31                 | 1999-01-01      | [ 68 ] |
| Maltesisk lira        | MTL | 0,429300                    | 2007-07-10                 | 2008-01-01      | [ 75 ] |
| Nederländska gulden   | NLG | 2,20371                     | 1998-12-31                 | 1999-01-01      | [ 68 ] |
| Portugisisk escudo    | PTE | 200,482                     | 1998-12-31                 | 1999-01-01      | [ 68 ] |
| Slovakisk krona       | SKK | 30,1260                     | 2008-07-08                 | 2009-01-01      | [ 76 ] |
| Slovensk tolar        | SIT | 239,640                     | 2006-07-11                 | 2007-01-01      | [ 77 ] |
| Spansk peseta         | ESP | 166,386                     | 1998-12-31                 | 1999-01-01      | [ 68 ] |
| Tysk mark             | DEM | 1,95583                     | 1998-12-31                 | 1999-01-01      | [ 68 ] |
| Österrikisk schilling | ATS | 13,7603                     | 1998-12-31                 | 1999-01-01      | [ 68 ] |